# Arure
Arure (altägyptisch setjat), auch Arura, ist ein altägyptisches Flächenmaß. 100 × 100 Königsellen (eine Königselle = 52,5 cm) entsprechen 1 Arure.
Die Bezeichnung kommt von dem altgriechischen Wort "aroura" ἄρουρα  mit der ursprünglichen Bedeutung „Ackerland“, abgeleitet vom Verb ἀρόω (aroō), „pflügen“. Das Wort wurde auch allgemein für Erde, Land und Vaterland und im Plural zur Beschreibung von Maisland und Feldern und schließlich für dieses Flächenmaß verwendet. Die älteste bezeugte Form des Wortes ist das Mykenisch Griechische Wort „a-ro-u-ra“, geschrieben in Linear B Silbenschrift und bedeutete ursprünglich „Pflug“.
In den verschiedenen Epochen waren die Maßunterschiede dieses Landmaßes sehr groß. So wird die Arure in ptolemäischer Zeit (332 v. Chr.–30 v. Chr.) mit 2756,5 m² angegeben, während man davon ausgeht, dass die Arure zur römischen Kaiserzeit 1974,73 m² maß. Grund dafür war vermutlich nicht zuletzt die Eitelkeit der jeweiligen Herrscher, die darauf bestanden, die Maße ihrer Elle als neuen Standard einzuführen.
- 1 Arura = 10.000 Quadrat-Fuß = 7,724654 Ar[8]

Die Maßkette war:
- 1 Stadium = 9 Diplethrum = 16 Arura = 36 Plethrum = 64 Viertel-Arura = 100 Schoenus

## Bruchteile und Vielfaches eines Arures
| a |

| a |

| M12 |

| M12 |

| G38 |

| G38 |

| Z9 |

| Z9 |

| D41 |

| D41 |

| S29 | V13 · V2 | X1 · O39 |

| S29 | V13 · V2 | X1 · O39 |

| M12 | N16 · Z1 · N23 |

| M12 | N16 · Z1 · N23 |

| H | A | t · N37 | M12 |

| H | A | t · N37 | M12 |